# Jacques Mordal
Hervé Pierre Gabriel Cras dit Jacques Mordal, né à Évreux le 7 août 1910 et mort à Saint-Mandé, le 2 novembre 1980 est un médecin de marine et écrivain français.

## Biographie
Fils du médecin général Charles Cras (1875-1959), neveu du contre-amiral et compositeur Jean Cras, Hervé Cras entre en octobre 1928 à l’École de santé navale de Bordeaux dont il sort en décembre 1930 médecin de 2e classe.
En 1934, il embarque sur l'aviso Ailette et est nommé médecin de 1re classe en mars 1935, en escadre de l'Atlantique sur les contre-torpilleurs L'Audacieux et Le Terrible (1935-1937). En 1939, il sert sur les bâtiments de ligne Dunkerque et Strasbourg .
En avril 1940, il est médecin sur le contre-torpilleur Jaguar qui est torpillé par une vedette  le 23 mai. Durant ce naufrage il sauve un infirmier  du Bord .
Il gagne alors Dunkerque où il soigne de nombreux blessés sous des combats incessants, ce qui lui vaut une citation à l'ordre de l'armée de mer.
Au moment de l'évacuation du port de Dunkerque, le 4 juin 1940, il embarque sur l'Émile-Deschamps qui explose sur une mine magnétique. Grièvement blessé, il est d'abord évacué en Angleterre avant de rentrer en France.
En décembre 1940, il est apte de nouveau à embarquer et sert sur le contre-torpilleur Albatros. Il reste quelque temps à Oran puis travaille à l'hôpital Sainte-Anne de Toulon (1941) avant d'être nommé à Vichy, en avril 1942, au cabinet de l'amiral Auphan.
Médecin de l'inscription maritime à Dieppe (janvier 1943), médecin principal (octobre 1943), il donne aux Alliés des renseignements importants, ce qui lui vaut une nouvelle citation. Il termine la guerre auprès des fusiliers marins au secteur maritime de Dunkerque puis est adjoint au chef du Service de santé des gens de mer en septembre 1945.
En octobre 1948, il sert sur le porte-avions Arromanches et fait compagne en Indochine (1948-1950). Médecin en chef de 2e classe (janvier 1951), il est affecté au Service historique de la marine à Paris et est promu médecin de 1re classe en juillet 1957. Il prend sa retraite militaire en septembre 1969 et devient alors chef du Service des études au musée de la Marine.
Il commence alors une importante œuvre littéraire et historique sous son nom et sous le pseudonyme de Jacques Mordal, principalement consacrée à la Seconde Guerre mondiale. Étienne Taillemite n'hésite pas à écrire : « ... une oeuvre considérable [...] dans laquelle la sûreté d'une information puisée aux meilleures sources s'allie à une grande objectivité et à un style très vivant ».
Réputé internationalement, l'Académie française lui remet le prix Général-Muteau (1949) pour La Bataille de Dunkerque, le prix Albéric-Rocheron (1953) pour La Bataille de Casablanca et le grand prix Gobert (1959) pour La Marine française pendant la Seconde Guerre mondiale. Il reçoit aussi le grand prix de l'Académie de marine et devient membre de l'Institut d'études stratégiques de Londres et de l'Académie de marine allemande.
On lui doit, en outre, de nombreux articles publiés, entre autres, dans la Revue des Deux Mondes, la Revue maritime, la Revue Défense nationale, la Revue historique des armées ou encore dans les Écrits de Paris, de nombreuses préfaces et de nombreuses participations à des ouvrages collectifs.
Il est aussi le traducteur, entre autres, des Carnets secrets du général Patton (1975), de La Guerre sans haine d'Erwin Rommel (2 vol., 1952-1953), du Hitler chef de guerre de Gert Buchheit (1961) ou encore de Le téléphone rouge ne répond pas de Peter George (1966).

## Publications
- Ceux du Jaguar (sans nom d'auteur), extrait (70 p.) de Cité nouvelle, 1940
- La 2e Division de contre-torpilleurs à Dunkerque, 1942
- La Campagne de Norvège, 1949
- À la poursuite du Bismarck , 1948
- La Bataille de Dunkerque, 1948
- Bir Hakeim, 1951
- La Bataille de Casablanca, 1952
- Les Canadiens à Dieppe, 1952
- La Tragique destinée du Scharnhorst , 1952
- Marine Indochine, 1953
- Cassino, 1953
- Comte Michael Soltikow. Remagen, 1954
- Les Forces maritimes du Nord, 1955
- Connaissez-vous Jean Bart ?, 1956
- La Marine à l'épreuve, 1956
- La bataille de Dakar, 1956
- La Marine française pendant la Seconde Guerre mondiale, avec Gabriel Auphan, 1958
- L'Armistice en juin 1940 et la crise franco-britannique, 1959
- Histoires de la flotte française de combat, 1959
- Vingt-cinq siècles de guerre sur mer, 1959
- Narvik, 1960
- Hold-Up naval à Granville, 1964
- La Bataille de France, 1964
- Le Drame de l'Invincible Armada, 1964
- Les Poches de l'Atlantique, 1965
- Héligoland, Gibraltar allemand de la mer du Nord, 1967
- La Guerre a commencé en Pologne, 1968
- Dossiers de la guerre froide, avec Georges-André Chevallaz, Roger Gheysens, Jacques de Launay, 1969
- Versailles où la paix impossible, 1970
- Traduction française de L'Étrange Voyage de Donald Crowhurst, de Nicholas Tomalin et Ron Hall, 1971.
- La Marine en bois, avec Luc-Marie Bayle, 1978